# Eugenia salamancana
Eugenia salamancana là một loài thực vật thuộc họ Myrtaceae. Đây là loài đặc hữu của Panama.